# Bertha von Grab
Bertha von Grab (21. června 1840 Praha – 18. září 1907 Praha) byla českoněmecká malířka. Většinu života žila v Düsseldorfu.

## Život
Byla dcera zemského soudního rady Jana Karla Graba, jedno z jeho pěti dětí.
Malbu studovala soukromě u Charlotty Weyrother-Piepenhagenové a poté v krajinářské škole Maxe Haushofera na pražské Akademii. Po Haushoferově smrti roku 1866 pokračovala ve studiu u prof. Carla Jungheima v Düsseldorfu. Podnikla studijní cesty do Bavorska a Rakouska, do pohoří Harz, k Severnímu moři, ale také na Moravu. Většinu života strávila v Düsseldorfu. Vystavovala v roce 1873 na světové výstavě ve Vídni, na Zemské jubilejní výstavě v Praze v roce 1891 a na výstavách Krasoumné jednoty v Praze (1895–1897).
Od roku 1896 žila opět v Praze. Zemřela neprovdána a bezdětná.

## Dílo
Bertha von Grab byla všestranná krajinářka s vytříbeným citem pro světlo. V Čechách malovala na Šumavě (Černé jezero) a v Krkonoších (Vodopád v Krkonoších). Na seznamu jejích děl jsou krajinné motivy v rakouských Alpách a Solné komoře, Chiemské jezero, Königsee a Ramsau v Bavorsku, Tizino ve Švýcarsku, Heringsdorf na poloostrově Usedom, Rujana, údolí Ilsy v Harzu, ale také sakrální architektura, například dómy ve Veroně, v Churu, ve Freiburgu im Breisgau, kostel v Breisachu nad Rýnem nebo Klášter Lichtenthal.

## Galerie

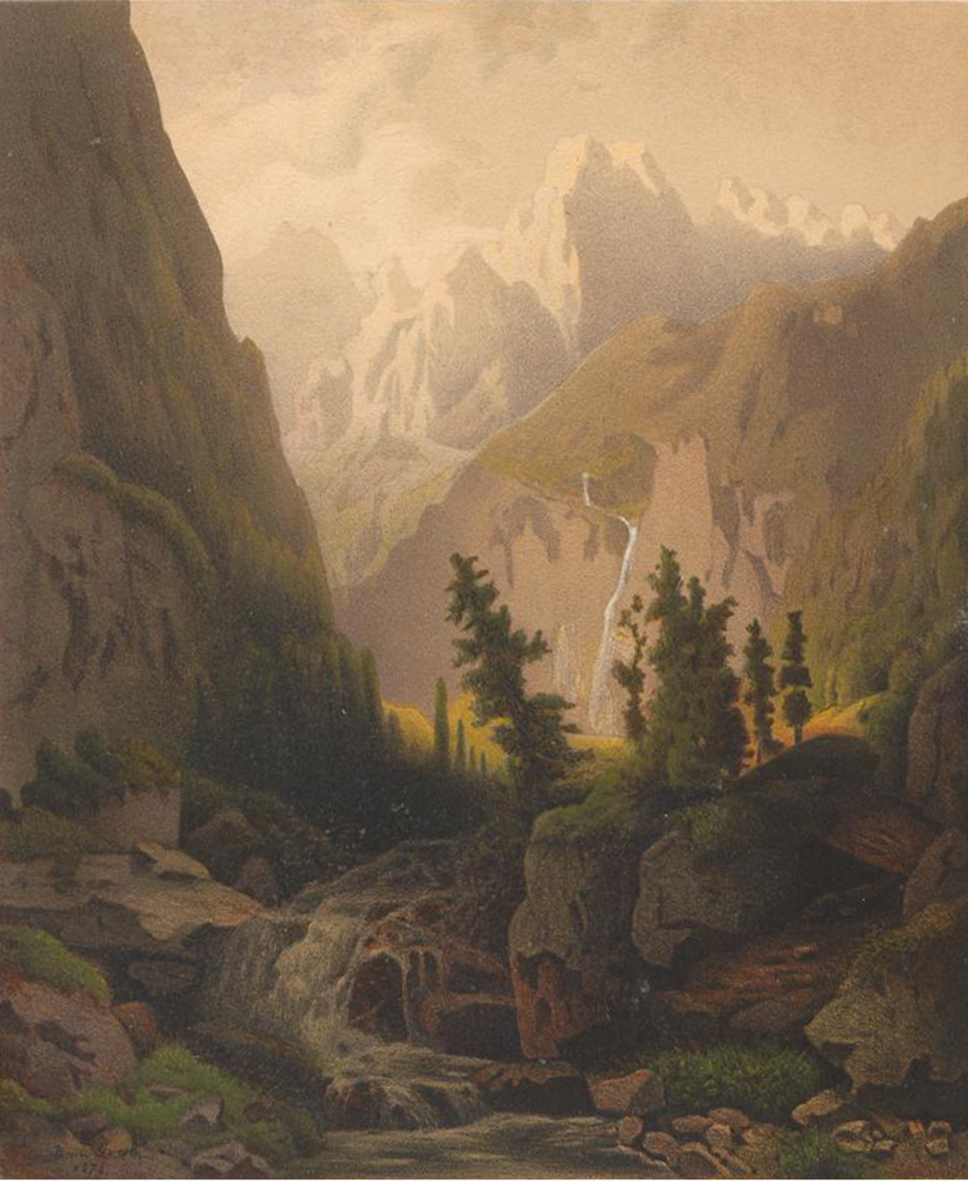
Na cestě k jezeru Gosau (1874)
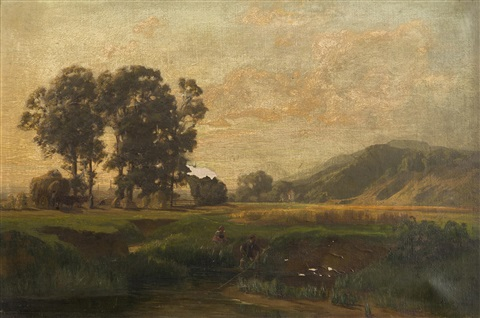
Krajina s vodou
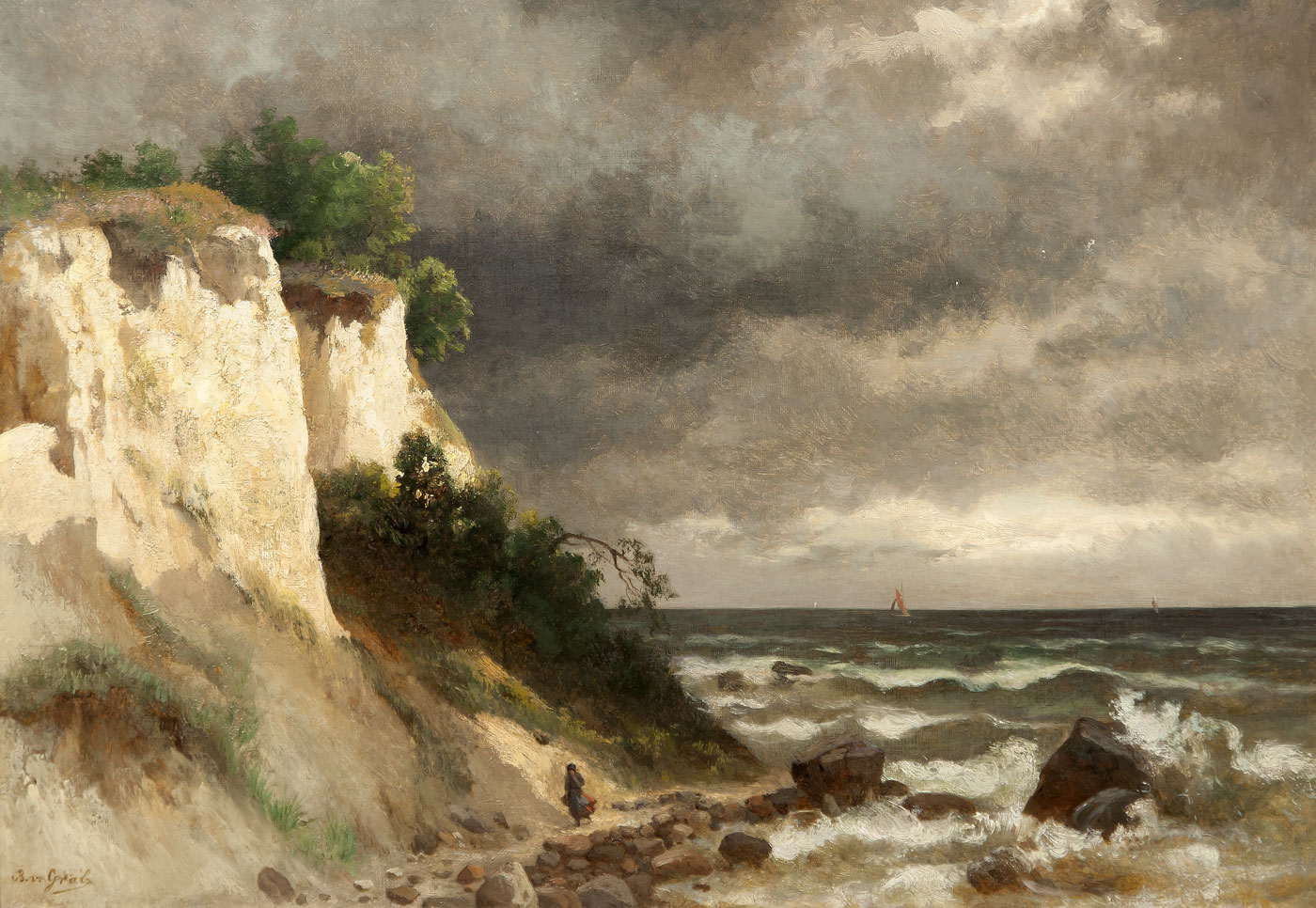
Bílé útesy na Rujaně
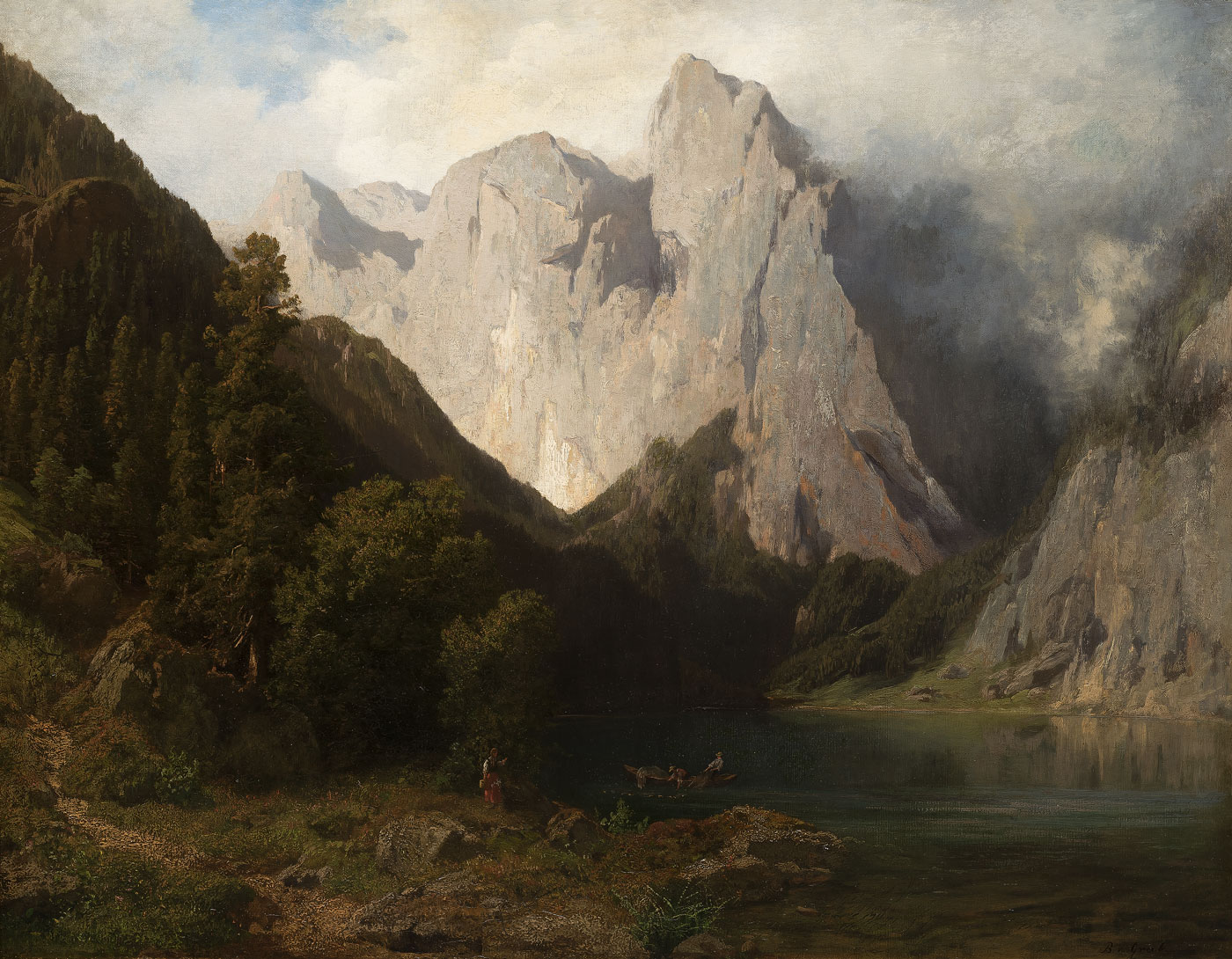
Rybáři na Obersee
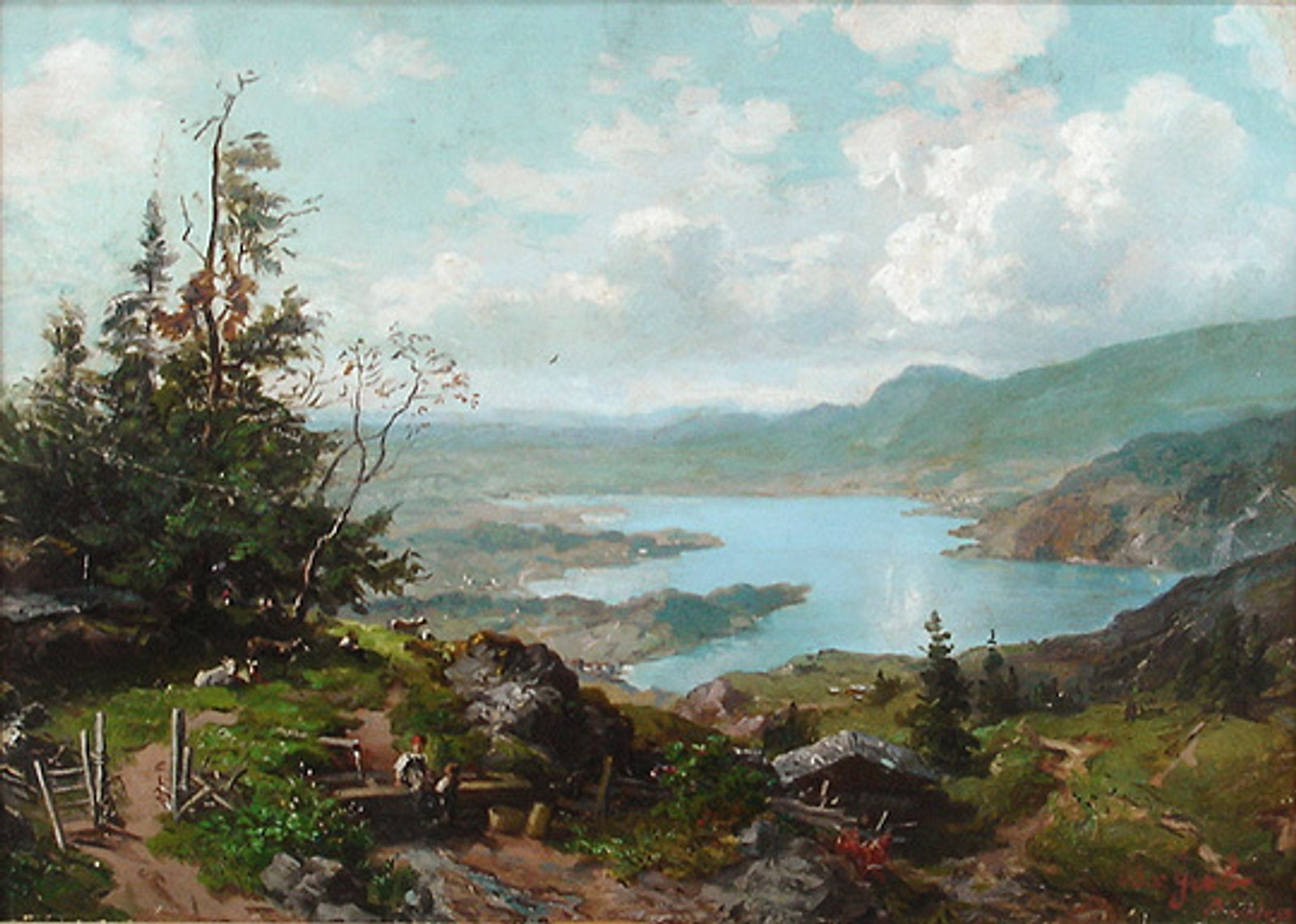
Jezero Vista